# Nudaurelia anthinoides
Nudaurelia anthinoides is een vlinder uit de familie nachtpauwogen (Saturniidae), onderfamilie Saturniinae.
De wetenschappelijke naam van de soort is, als Imbrasia (Nudaurelia) anthinoides, voor het eerst geldig gepubliceerd door Pierre Claude Rougeot in 1978.